# ジョージ・パーカー (第2代マクルズフィールド伯爵)

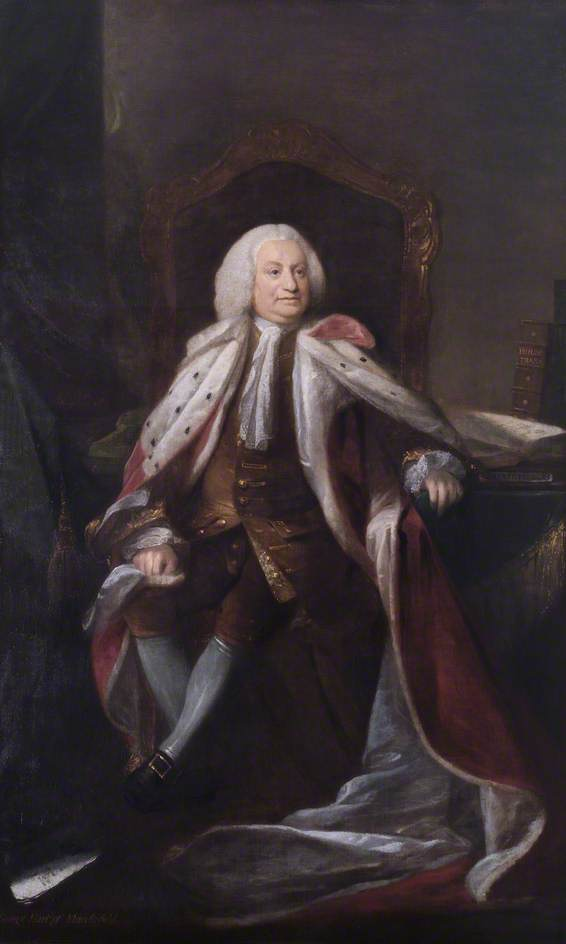
ベンジャミン・ウィルソンによる肖像画、1760年頃。

第2代マクルズフィールド伯爵ジョージ・パーカー（英語: George Parker, 2nd Earl of Macclesfield PRS FSA、1697年頃 – 1764年3月17日）は、イギリスの貴族、政治家、天文学者。1721年から1732年までパーカー子爵の儀礼称号を使用した。

## 生涯

### 初期の経歴
初代マクルズフィールド伯爵トマス・パーカーとジャネット・キャリア（Janet Carrier、1733年8月23日没、ロバート・キャリアの娘）の息子として、1697年頃に生まれた。1706年にインナー・テンプルに、1715年6月18日にケンブリッジ大学クレア・カレッジに入学、1718年にケンブリッジ大学コーパス・クリスティ・カレッジよりM.A.の学位を授与された。その後、1720年から1722年までグランドツアーに出て、イタリアを旅した。

### 政治家として
1719年から1764年まで財務省出納官を務め、1722年イギリス総選挙でホイッグ党の候補としてウォリングフォード選挙区から出馬、得票数1位で当選した。しかし、庶民院では第4代準男爵サー・ウィリアム・ヨングの離婚に関する私法案をめぐって1度演説した記録しかなかった。1727年イギリス総選挙では出馬しなかった。1732年4月28日に父が死去すると、マクルズフィールド伯爵の爵位を継承した。
1751年、王太子フレデリック・ルイスの葬儀に参列した。

### 天文学者として
天文学者として知られ、1722年10月25日に王立協会フェローに選出された。居城であるシャーバーン城（1716年に父である初代伯爵が購入）で天体観測をすることが多く、1739年頃にはシャーバーンで天文台を設けた。以降1740年6月4日から1764年に死去するまで天体観測を続け、1744年の大彗星も観測した。1752年から1764年まで王立協会会長を務め、1755年にはシャーバーンでリスボン大震災を観測した。1759年、オックスフォード大学よりD.C.L.の学位を授与された。
1752年にイギリスがグレゴリオ暦を採用したときに主導的な役割を果たした。彼は1750年5月に暦法に関する論文を王立協会に提出した後、1751年3月に貴族院でグレゴリオ暦の採用法案をめぐって演説した。同じく法案に貢献した第4代チェスターフィールド伯爵フィリップ・スタンホープによると、マクルズフィールド伯爵は暦法に関する知識を知り尽くしたが、演説の才華はチェスターフィールド伯爵自身が上だったため、チェスターフィールド伯爵の演説のほうが好まれたという。
1752年、ロンドン考古協会フェローに選出された。

### 死去
1764年3月17日にシャーバーン城で死去、シャーバーンで埋葬された。息子トマスが爵位を継承した。

## 家族
1722年9月18日、メアリー・レイン（Mary Lane、1753年6月4日没、ラルフ・レインの娘）と結婚、2男をもうけた。
- トマス（1723年 – 1795年） - 第3代マクルズフィールド伯爵、子供あり
- ジョージ・レイン（英語版）（1724年9月4日 – 1791年9月6日） - 庶民院議員。1782年、ジェーン・シーザー（Jane Caesar、1802年7月29日没、チャールズ・アデルメア・シーザーの娘）と結婚

1757年12月20日、ドロシー・ネスビット（Dorothy Nesbitt、1779年7月14日没）と再婚した。